# Petauro di Krefft
Il petauro di Krefft (Petaurus notatus ) è un piccolo marsupiale notturno, originario per la maggior parte dell'Australia continentale orientale, successivamente è stato introdotto in Tasmania. Le popolazioni di petauri della Nuova Guinea e dell'Indonesia  sono state precedentemente classificate sotto il nome di petaurus breviceps per poi essere classificate provvisoriamente sotto il nome petaurus notatus  da parte dell'American Society of Mammalogists (Società americana dei mammiferi). Probabilmente (i petaurus breviceps ed i petaurus notatus) rappresentano un complesso di specie distinte, poiché si pensa che la maggior parte dei petauri in cattività indicati come "petauri dello zucchero", almeno negli Stati Uniti, provenga dalla Papua occidentale, questo probabilmente li rende petauri di Krefft (Petaurus notatus) solo in via provvisoria.

## Tassonomia
I petauri di Krefft sono prossimi ai petauri dello zucchero (Petaurus breviceps), con i quali erano tassonomicamente confusi. Nel 2020 uno studio ha parzialmente chiarito la tassonomia del petauro dello zucchero e l'ha diviso in 3 specie: Il petauro della savana (Petaurus Ariel), il petauro dello zucchero (Petaurus Breviceps), ed il petauro di Krefft (Petaurus Notautus).
La larga gamma di petauri nell'est dell'Australia, una volta erano considerati petauri dello zucchero,  attualmente, invece sono noti come "Petauri di Krefft". Il petauro dello zucchero è presente, ma in un piccolo areale minacciato che si trova nelle foreste costiere del Queensland e il Nuovo Galles del Sud.
La specie prende il nome dal paleontologo e zoologo, australiano-tedesco, Gerard Krefft.

## Nomi
Nella lingua Kalam della Papua Nuova Guinea sono conosciuti come Anymows o Kajben oppure Yegang nel dialetto Kalam

## Descrizione
Le specie possono essere distinte molto chiaramente dal Petaurus breviceps grazie alle chiare striature presenti nella parte dorsale, una coda notevolmente più attenuata ed una pelliccia più lunga caudalmente e più corta cranialmente

## Distribuzione

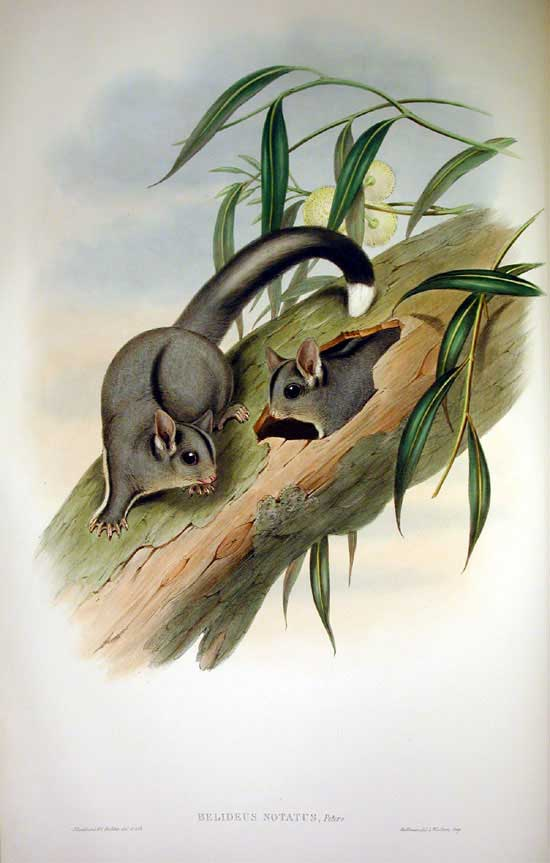
Il nido in un albero di Eucalipto vuoto di un Petauro di KrefftJohn Gould, 1861

Il petauro di Krefft è distribuito in tutta l'Australia dell'est e potrebbe essere il più diffuso tra i petauri australiani. Il suo areale va dalla costa nord del Queensland (si pensa che la penisola di Cape York sia abitata probabilmente da un'altra specie di petauro) nella gran parte dell'entroterra del Queensland, nel Nuovo Galles del Sud fino a Victoria e nell'angolo sud-orientale dell'Australia meridionale. Nel Queensland meridionale e nella maggior parte del Nuovo Galles del Sud, la "Grande Catena Divisoria" funge da protezione delle aree costiere occupate dal petauro dello zucchero, sebbene le loro specie possano sovrapporsi in alcuni punti. La specie convive con il petauro del mogano e il petauro dal ventre giallo, in alcune parti del suo areale I primi fossili del petauro di Krefft (originariamente identificato come petauro dello zucchero) sono stati trovati in una grotta nel Victoria e sono datati a 15.000 anni fa, nel Pleistocene.
Le popolazioni di Petaurus nella Nuova Guinea rappresentano probabilmente un complesso di specie differente, sono comunque state provvisoriamente classificate all'interno della specie petaurus notatus e rimarranno tali fino a quando saranno ulteriormente studiate. Questi petauri si trovano anche nell'arcipelago di Bismarck, nell'arcipelago di Louisiade e in alcune isole dell'Indonesia, isole Halmahera delle Molucche settentrionali .

### Introduzione nella Tasmania
Secondo il naturalista Ronald Campbell Gunn, nessuna specie di petauro è autoctono della Tasmania, concludendo, il petauro di Krefft () è stato portato a Launceston (in Tasmania), dal porto di Philip, in Australia (ora Melbourne).Successivamente questo petauro fu scoperto nel 1834. Molti petauri di Krefft sono scappati velocemente stabilendosi nell'area. L'introduzione del petauro dello zucchero in Tasmania avviene nel 1835 ed è supportata dall'assenza di fossili e dalla mancanza di un nome da parte degli aborigeni della Tasmania per indicare questa specie
Le specie di petauro sono considerate come una minaccia per la sopravvivenza del Lathamus discolor, presente solo in Tasmania. La riduzione della copertura che fornisce la foresta ha reso questo pappagallo notevolmente vulnerabile ai predatori, come il Petauro di Krefft, è stato stimato che questo pappagallo potrebbe estinguersi nel 2031

## Habitat
I petauri si trovano in un'ampia nicchia di habitat, difatti abitano nelle foreste pluviali e nelle piantagioni di cocco della Nuova Guinea mentre in Australia si trovano nelle foreste pluviali, di sclerofille umide e secche, infine nelle foreste di acacia. I petauri prediligono gli habitat che presentano alberi di Eucalipto o di Acacia. I principali requisiti strutturali dell'habitat sono: un gran numero di steli all'interno della chioma degli alberi ed infine una fitta copertura fornita dalla chioma centrale e superiore, che probabilmente consentirà un movimento efficiente.

## In cattività

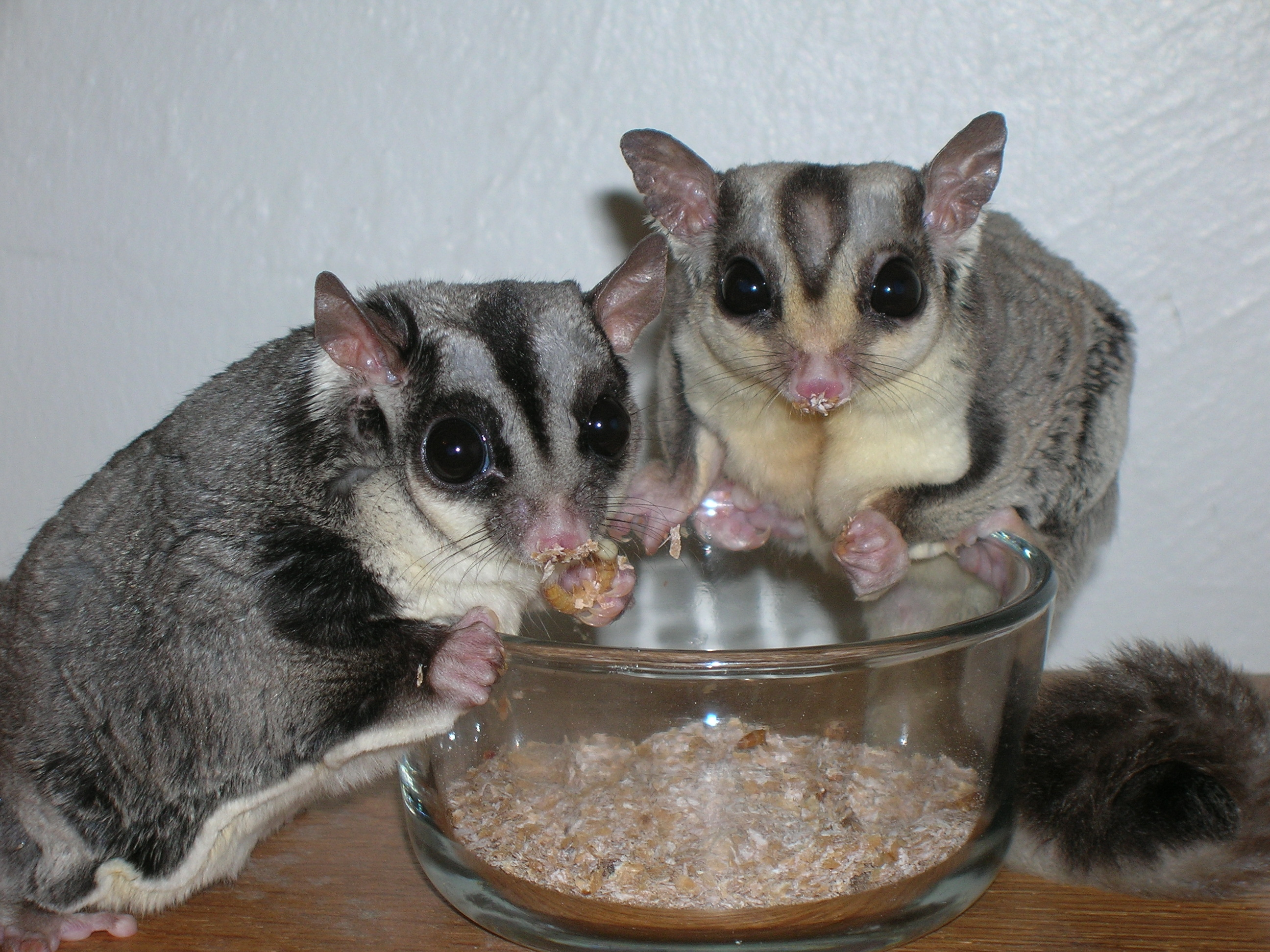
I coleotteri sono uno dei cibi preferiti di questi Petauri.

È stato suggerito che il commercio, sempre più in espansione, dei Petauri  sia stato avviato da commerci illegali di petauri dello zucchero australiani, allevati per la rivendita in Indonesia. L'analisi del DNA, tuttavia, indica che "la popolazione dei petauri statunitensi (dello zucchero) proviene dalla Papua occidentale, in Indonesia, senza essere stati vittima di raccolta illegale da altre aree native, come la Papua Nuova Guinea o l'Australia". Dato che i petauri della Papuana occidentale sono stati provvisoriamente classificati come Petaurus notatus (anche se in futuro sarà cambiato), ciò indica che i petaurus notatus è probabilmente l'identità dei petauri che sono tenuti in cattività negli Stati Uniti.
Ci sono stati alcuni articoli sui media e su Internet che evidenziano una storia di crudeltà, che spiegano il perché i petauri di Krefft non dovrebbero essere tenuti come animali domestici. Ci sono organizzazioni di salvataggio di petauri che si occupano dei petauri di Krefft abbandonati
I petauri di Krefft sono molto popolari come animai domestici negli Stati Uniti, dove difatti sono presenti in grande numero, con alcune eccezioni: Ad esempio California, Hawaii, Alaska e New York. Nel 2014, il Massachusetts ha cambiato la sua legge, consentendo ai petauri di Krefft di essere tenuti come animali domestici. Alcuni altri stati richiedono permessi speciali o licenze. Gli allevatori dei petuari di Krefft sono regolamentati ed autorizzati dal Servizio di ispezione sanitaria degli animali e delle piante ( APHIS ) del Dipartimento dell'agricoltura degli Stati Uniti (USDA) attraverso la legge per il benessere degli animali del 1996.